# 正覚寺 (葛飾区小菅)
正覚寺（しょうがくじ）は、東京都葛飾区にある真言宗豊山派の寺院。

## 概要
創建年代は不明であるが、定心（1592年寂）の開山とされることから、室町時代末期と推測される。
境内には、「とげぬき地蔵」という地蔵がある。高岩寺の通称「巣鴨とげぬき地蔵」とは異なり、正しくは「とが（咎）ぬき」で、小菅刑務所（現東京拘置所）から出所した元受刑者が罪滅ぼしの願をかけたことからきている。

## 交通アクセス
- 綾瀬駅より徒歩16分。

## 小菅県仮学校
1869年（明治2年）、寺内に小菅県仮学校が設置され小菅県の県庁職員や一般庶民の教育を行ったが、廃藩置県により小菅県とともに廃止された。